# Stammliste von Querfurt

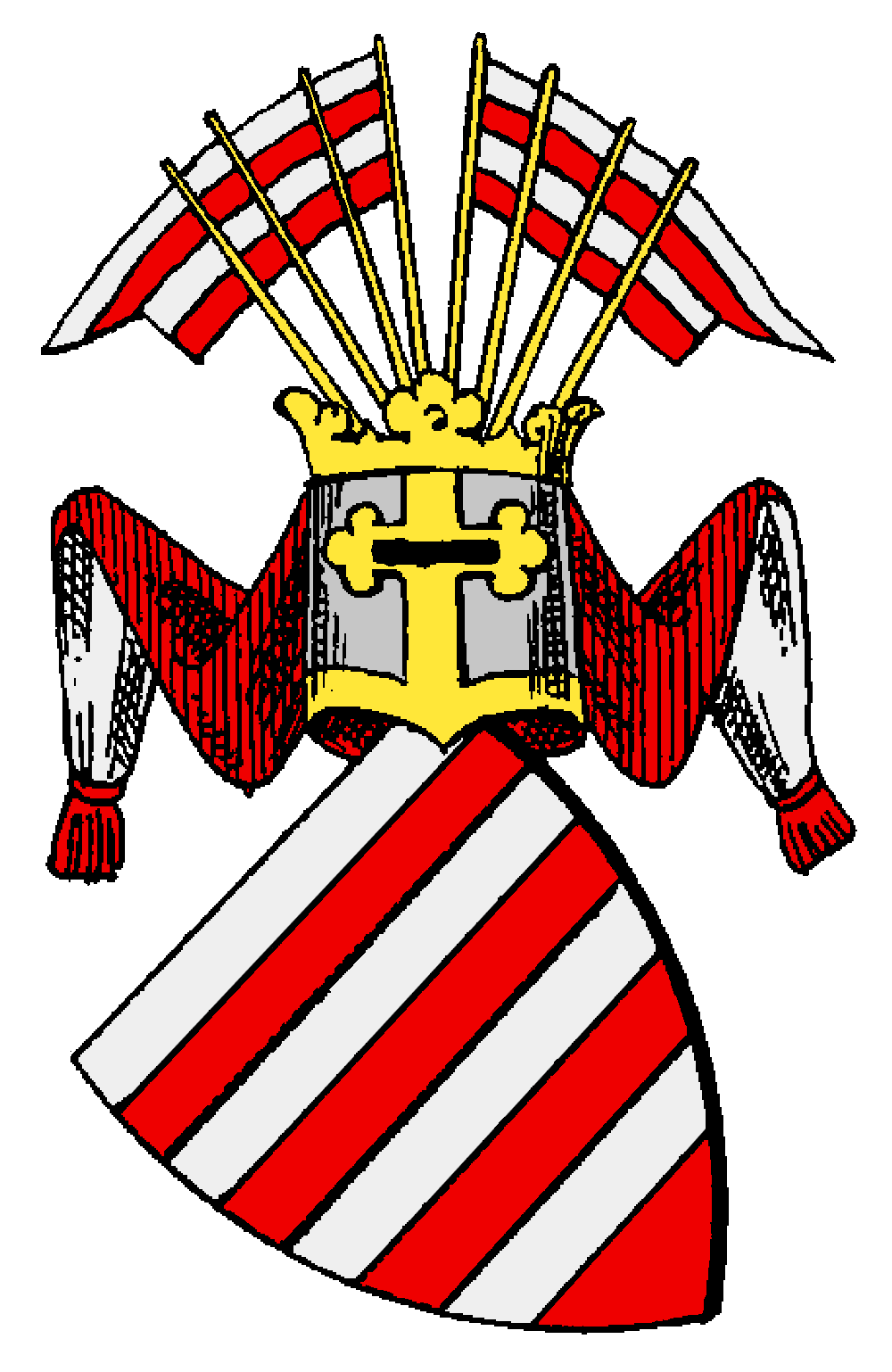
Wappen der Herren von Querfurt

Stammliste von Querfurt mit den in der Wikipedia vertretenen Personen und wichtigen Zwischengliedern.
Die mangelhafte, oft fehlerhafte, Quellenlage betrifft den gesamten Zeitraum aller Familienzweige. Gesicherte Daten sind urkundlich genannt, Geburts- und Sterbedaten o. g. Zeiträume jedoch oft ungesichert und nach höchstmöglicher Wahrscheinlichkeit der oft abweichenden Datenquellen unter Vorbehalt zu betrachten. Es bleiben genealogische Details, sogar die Zuordnung von Mitgliedern des Hauses, ungeklärt.
Hinsichtlich der genealogischen Zählung, insbesondere der Burchards, variieren die Angaben bei den unterschiedlichen Historikern teilweise erheblich. Da eine Vergabe von Ordnungszahlen im Mittelalter nicht üblich war, sind die Zählungen rein statistischer Natur. Ihre Angabe erfolgt hier dergestalt, dass für die Grafen von Mansfeld, die ein eigenes Haus begründen, eine eigene Zählung beginnt. Die Linie der Magdeburger Burggrafen und deren Nachkommen führen eine eigene jeweils fortlaufende Zählung durch, ebenso der zu Querfurt ansässige Zweig. Die Vergabe der Ordnungszahlen entspricht somit nicht der Genealogie eines Gesamthauses mit einer gemeinsamen Zählung. Damit wird hier weitestgehend der Mehrheit historischer genealogischer Publikationen gefolgt. Eine restlose Aufteilung aller überlieferten Einzeldaten auf die verschiedenen gleichnamigen Namensvertreter ist zurzeit nicht möglich, da zwei Linien des Geschlechts nebeneinander existierten und die auftretenden Verwandtschaftsbezeichnungen jeweils auf verschiedene Personen gleichen Namens bezogen werden können. Die bisherige Literatur gibt kein klares und schlüssiges Bild in dieser Hinsicht und ermöglicht oft nur Vermutungen und Möglichkeiten.

## Herren von Querfurt, Burggrafen von Magdeburg (1136–1243/1247), Grafen von Seeburg (erloschen 1192) und Graf von Gleiß (erloschen 1158)
Der erste bekannte Vertreter des Hauses war Bruno oder Brun, Graf von Arneburg (comes Harneburgensis), († 30. November 978 auf dem Rückzug von einem Feldzug gegen Lothar, König des Westfrankenreichs); ⚭ Frederuna († 1015 auf Burg Zörbig), Tochter von Volkmar I., Graf im Harzgau, (–961). Sie hatten folgende Nachkommen:
A1. Ricbert, Graf im Hassegau (–1009), urkundlich 1002, († nach 1009)
A2. Brun II. „der Ältere“ (Brotz), Herr von Querfurt, Mönch und Abt des St. Michaelsklosters Lüneburg (nach 1009), (* um 940; † 19. Oktober zw. 1009 und 1013); ⚭ (um 973) Ida († 27. Mai vor 1009)
B1. Brun (Bonifacius), „der Heilige“, Domherr zu St. Moritz in Magdeburg (995), Hofkaplan von Kaiser Otto III. (996), Erzbischof der Heiden (1004–1009), (* um 974 auf Burg Querfurt; † 9. März 1009 bei Suwałki, enthauptet)
B2. Gebhard I., Herr von Querfurt (1009), (* um 975; † um 1017); ⚭ () N.N., Tochter von Burchard IV. im Hassegau (–982) und Emme von Merseburg (–)
C1. Burchard I. „der Fromme“, Herr von Querfurt; ⚭ () N.N.
D1. Gebhard II., Herr von Querfurt (⚔ 18. Februar 1126 bei Kulm); ⚭ (um 1090/1095) Oda von Ammensleben (* um 1071), Tochter von Graf Dietrich von Ammensleben (–1120) und Amulrada von (Moorsleben) Ammensleben und Grieben (–)
E1. Konrad (I.) von Querfurt, Domherr in Magdeburg (1125), Subdiakon (1125–1126), 14. Erzbischof von Magdeburg (29. Juni 1134–2. Mai 1142), (* vor 1095; † 2. Mai 1142 in Magdeburg; ▭ im Magdeburger Dom)
E2. Gebhard III. von Querfurt (⚔ 18. Februar 1126 bei Kulm)
E3. Burchard II. von Querfurt, Burggraf Burchard I. von Magdeburg und Hochvogt des Erzbistums (1136), kaufte 1146 die Vogtei über das Kloster Lutisburg (Ludesburg) bei Querfurt, Vogt vom Kloster Neuwerk zu Halle (1156), urkundlich 1120 bis 1161, (* um 1100; † nach 20. November 1161); ⚭ () N.N. (von Magdeburg?)
F1. Burchard III. von Querfurt, Burggraf Burchard II. von Magdeburg (1161/1162–1177/1178), Vogt vom Kloster Neuwerk (1164), urkundlich 19. Juni 1155 bis 4. Oktober 1177, (* um 1125/1130; † nach 4. Oktober 1177 vor 30. Juni 1178); ⚭ (um 1150) Mechtild oder Mathilde von Tonna, urkundlich 1146 bis 1149, (* um 1130; † um 1200), Tochter von Graf Lambert I. von Tonna und Berg (–1149) und Mathilde de Are (–)
G1. Burchard IV. von Querfurt, Burggraf Burchard III. von Magdeburg (1177/1178–1190), urkundlich 1176 bis 1189, (* um 1150; † Juni 1190 in Antiochia; ▭ in der St.-Paul-Kirche, ebenda); ⚭ (vor Mai 1189) Sophia von Wettin († (1195)), Tochter von Graf Heinrich I. von Wettin (1123–1181) und Sophia (von Sommerschenburg) (–1189/1195)
H1.  Burchard V. von Querfurt, Burggraf Burchard IV. von Magdeburg (1209–1243/1247), genannt Kurzhand (1233), urkundlich 1209 bis 1243, (* um 1189/1190; † zw. 1243 und vor 2. April 1247); ⚭ (um 1210/1212) Gräfin Sophie von Wildungen und Ziegenhain (* um 1190; † nach 26. Februar 1254), Tochter von Graf Friedrich von Ziegenhain a.d.H. der Landgrafen von Thüringen (1155–1213) und Luitgard (Lukardis) von Ziegenhain (–1207); Nachkommen siehe hier
G2.  Gebhard IV. von Querfurt, fungiert als Burggraf von Magdeburg für seinen unmündigen Neffen bis zu dessen Volljährigkeit (1190–1209), Vogt vom Kloster Marienzell bei Querfurt, urkundlich 1178 bis 1213, (* um 1150/1155; † nach 21. August 1213 vor 1216); ⚭ I: (um 1185/1190) Gräfin Luitgard von Käfernburg († 1195/1200), Tochter von Graf Günther II. von Käfernburg (1129/1135–1197) und Agnes von Saarbrücken (Saargaugrafen) (–vor 1178); ⚭ II: (zw. 1197 und 1202) Gräfin Luitgard oder Lukardis von Nassau, urkundlich 1204 bis 1220, (* um 1175/1180; † vor 1222), (⚭ II: (vor 1217) Graf Hermann V. (III.) von Virneburg, urkundlich 1204 bis 1254, (* vor 1209; † nach 1254), Sohn von Graf Gottfried von Virneburg (1187–1204/1212)), Tochter von Graf Ruprecht III. von Nassau (–1191) und Gräfin Elisabeth von Leiningen (–vor 1235); Nachkommen siehe hier
G3. Konrad (I./I.) von Querfurt, Domherr zu Magdeburg (1182), kaiserlicher Hofkaplan und Domherr zu Hildesheim (1188), Propst von St. Simon und Juda zu Goslar (1188–1194), Propst von St. Nikolai zu Magdeburg (1190–1194), Propst von St. Marien zu Aachen (1194), Kanzler von Heinrich VI. und Philipp von Schwaben (1195–1201), kaiserlicher Legat für Apulien, Italien und Sizilien (1196), Electus von Hildesheim (1194–), Bischof von Hildesheim (1196/97–1200), Electus von Würzburg (1198–1200), Bischof von Würzburg (1201–1202), (* um 1160; † 3. Dezember 1202 in Würzburg, ermordet unter Führung des Ministerialen Bodo von Ravensburg; ▭ im Würzburger Dom)
G4. Wilhelm von Querfurt, Propst von St. Marien zu Aachen (1197–1213), Propst von St. Simon und Juda zu Goslar (1198–1199), Domherr zu Hildesheim (1198), Domherr zu Magdeburg (1209), (* um 1160; † 24. April zw. 1213 und 1215)
G5. Gerhard I. von Querfurt, genannt „Überbein“, urkundlich 10. Mai 1189 bis Dezember 1200, (* um 1160; † 22. Juli 1203/05) im Kloster Rode, Klosterrode
G6. Adelheid von Querfurt, urkundlich 1189 bis 1210, (* um 1165; † 6./7. April zw. 1210 und 1224); ⚭ (vor 10. Mai 1189) Graf Adolf III. von Schauenburg-Holstein, Stifter von Kloster Reinfeld (1186), (* 1157/1159; † 3./4. Januar 1225), (⚭ I: (1182) Adelheid von Assel († 25. Dezember 1186), Tochter von Graf Otto von Assel (1130–1171/1175) und Salome von Heinsberg (–1185)), Sohn von Graf Adolf II. von Schauenburg, Holstein und Stormarn (1128–1164) und Mechtild von Schwarzburg-Käfernburg (–1192)
G7. Tochter von Querfurt (*; †); ⚭ () Graf Albrecht III. von Wernigerode, urkundlich 1187 bis 1214, (*; † 1214/1217), Sohn von Graf Albrecht II. von Wernigerode (–1179/1202) und Adelheid (von Lüchow?) (–1157)
F2. Tochter von Querfurt; ⚭ () Graf Hartmann von Lobdeburg und Alerheim, urkundlich 1150 bis 1184, († vor 11. November 1186), Sohn von Hartmann von Alerheim (–)
C2. Ida von Querfurt; ⚭ () Graf Bernhard im Harzgau sowie in Nordthüringen (Northeim), urkundlich 1043 bis 1062, († vor 1069), Sohn von Graf Liutger im Harzgau (1013–1031); → Supplinburger
C3. Christin von Querfurt, Graf von Seeburg (urkundlich 1036), († vor 1067); ⚭ () Oda von Haldensleben (*; †), Tochter von Graf Bernhard von Haldensleben, Markgraf der Nordmark, (–(1051)) und Kievskaja? (1015–)
D1. Wichmann I., Graf von Seeburg, (* vor 1067; † um 1115); ⚭ I: () Gisela von Schweinfurt (* 1045/1050; † 22. Februar nach 1090), (⚭ I: () Graf Arnold III. von Dießen († 8. Februar um 1095), Sohn von Graf Meginhard IV. von Reichersbeuern (–)), Tochter von Graf Otto III. „der Weiße“ von Schweinfurt, Herzog von Schwaben (1048), Markgraf im bayerischen Nordgau (1024–1031), (995–1057) und Irmgard von Susa (–1078); ⚭ II: () Bertha von Camburg (* um 1075; † 1150/1152), Tochter von Graf Wilhelm von Camburg (–) und Gräfin Geva von Seeburg (–)
E1. [II] Gero, Graf von Seeburg, (* 12. Juli 1097; † 19. September 1122; ▭ im Kloster Kaldenborn); ⚭ (um 1115) Mathilde von Wettin, urkundlich 1100, († 21. Januar vor 1157; ▭ im Kloster auf dem Petersberge), (⚭ II: (1123) Graf Ludwig II. von Wippra († 1151), Sohn von Graf Kuno II. von Wippra (1070–) und Kunigunde (von Thüringen?) (1080–)) Tochter von Graf Thimo von Wettin (1015–1091/1100) und Gräfin Ida von Northeim (1050/1060–1100)
F1. Konrad I., Graf von Seeburg, urkundlich 1155, († nach 17. März 1172 vor 1182)
G1. Konrad II. von Seeburg, Propst des Chorherrenstifts Seeburg (1191)
F2. Wichmann II., Graf von Seeburg, Domherr zu Halberstadt (1136), Domherr und Propst von St. Paul in Magdeburg (1145), Dompropst zu Halberstadt (1146), Bischof von Naumburg (1149–1154), Verweser des Erzbistums Magdeburg (1152–1154), Erzbischof von Magdeburg (1154–1192), gründete 1171 das Zisterzienserkloster Zinna, um 1175 das Chorherrenstift Seeburg, 1180 (oder 1184) das Augustinerkloster St. Moritz in Halle (Saale) und das Zisterzienserinnenkloster St. Georg in Glaucha; schenkte 1182 bis 1184 die Burg Seeburg dem Erzstift Magdeburg, (* vor 1116 in (Gleiß); † 25. August 1192 in Könnern; ▭ vor dem Kreuzaltar im Magdeburger Dom)
→ Linie erloschen
F3. Ek(ke)hart, Graf von Gleiß, († 20. Januar 1158)
E2. [II] Hedwig von Seeburg, Äbtissin von Gernrode (1118–1152), urkundlich 14. Februar 1152, († nach 14. Februar 1152)
E3. [II] Geva von Seeburg, urkundlich 14. Februar 1152, († nach 14. Februar 1152); ⚭ (in Ichtershausen) Graf Beringer I. von Lohra, urkundlich 1107 bis 1116, (* 10??; † nach 1119), Sohn von Dietrich, Herr von Linderbach (–) und Uta in Thüringen a.d.H. Schauenburg (–)
D2. Wilhelm, Graf von Lutisburg, urkundlich 1067 bis 1075
B3. Dietrich II. von Querfurt (* um 977)
B4. Wichmann (Wilhelm) von Querfurt (* um 978)
A3. Mathilde von Arneburg († 3. Dezember 992); ⚭ ()<Graf Lothar II. von Walbeck, urkundlich 942, Stifter der Stiftskirche Walbeck (942), († 962; ▭ 964 in der Stiftskirche Walbeck)
A4. Dietrich I. von Querfurt, urkundlich 1006 bis 1023; ⚭ (um 975) Gerburg (von Stade?) (* (950); † (1000)), Tochter von Heinrich I. „dem Kahlen“, Graf im Heilangau (959–), Graf von Stade, (–976)
A5. Emnilde  unklar: [(† 991 als Nonne in Quedlinburg); ⚭ () Dobromir, Fürst in der Lausitz († vor 991)]

## Burggrafen von Magdeburg (1243/1247–1269), Burggrafen von Maidburg (Magdeburg) (seit 1269) und Grafen von Hardegg und Retz (1314–1483)
Burchard V. von Querfurt, Burggraf Burchard IV. von Magdeburg (1209–1243/1247), genannt Kurzhand (1233), urkundlich 1209 bis 1243, (* um 1189/1190; † zw. 1243 und vor 2. April 1247); ⚭ (um 1210/1212) Gräfin Sophie von Wildungen und Ziegenhain (* um 1190; † nach 26. Februar 1254), Tochter von Graf Friedrich von Ziegenhain a.d.H. der Landgrafen von Thüringen (1155–1213) und Luitgard (Lukardis) von Ziegenhain (–1207). Sie hatten folgende Nachkommen:
A1. Burchard VI. (IX.) von Querfurt, Burggraf Burchard V. von Magdeburg (1243/1247–1269/1270), schließt 1269 einen Vertrag über den Verkauf der Burggrafschaft, stirbt aber wohl kurz darauf und der Vertrag wird durch seinen Sohn vor dem 27. Juni 1270 ratifiziert, urkundlich 1221 bis 1267, (* um 1210/1212; † zw. 15. September 1269 und 27. Juni 1270); ⚭ (um 1230/1235) (Mathilde), urkundlich 1246
B1. Mechtild von Querfurt, urkundlich 1260, (* vor 1230; † nach 1265); ⚭ (vor 1245) Graf Siegfried II. (III.) von Blankenburg, urkundlich 1225 bis 1283, (* vor 1225; † nach 1283), Sohn von Graf Siegfried I. (II.) von Blankenburg (1192–1246) und Mechtild von Ampfurth (–1225)
B2. Burchard VIII. (XI.) von Querfurt, genannt von Rosenburg (1297), Burggraf Burchard VII. von Magdeburg (1269/1270), verkauft 1269/1270 die Burggrafschaft mit Ausnahme von Schloss Rosenburg an Erzbischof Konrad II. mit dem damit verbundenen magdeburgischen Erzschenkenamt und den burggräflichen Rechten zu Magdeburg und Halle sowie den Ämtern Gommern, Ranies, Elbenau und Gottau, mit dem Recht den Titel weiterzuführen und sich Burggrafen von Maidburg zu nennen; erscheint in einer Urkunde vom 27. Juni 1270 als quondam burggravius, Burggraf von Maidburg (1269–), urkundlich 1246 bis 1306, (* um 1235; † nach 12. November 1306; ▭ im Kloster Unser Lieben Frauen, Magdeburg); ⚭ I: (zw. 1250/1260) Prinzessin Jutta von Sachsen (* vor 1226; † vor 1270), (⚭ I: (12. Oktober 1239) Erik IV. „Plovpenning“, König von Dänemark (1241), (* 1216; † 10. August 1250 auf der Schlei bei Missunde, enthauptet; ▭ 1258 in der St.-Bendts-Kirche, Ringsted), Sohn von König Waldemar II. von Dänemark (1170–1241) und Prinzessin Berengaria von Portugal (1194–1221)), Tochter von Herzog Albrecht I. von Sachsen (1175–1260/1261) und Agnes von Österreich (1206–1226); ⚭ II: (vor 17. September 1273) Lukarde von Dorstadt († um 1290), Tochter von Konrad von Dorstadt (1232–1269) und Gertrud von Amersleben (–1262)
C1. [I] Sophie von Querfurt-Rosenburg (* um 1260; † 1325); ⚭ (1295) Erik (Eriksen) „Langbein“, Fürst von Langeland (1295), (* 1272; † 1310), Sohn von Herzog Erich I. von Schleswig (1240–1272) und Prinzessin Margarete von Rügen (1247–1272)
A2. Burchard VII. (X.) von Querfurt, Titular-Burggraf Burchard VI. von Magdeburg (–1269), Burggraf von Maidburg (1269–1273/1278), Herr auf Hardegg, „der Jüngere“ (1255), urkundlich 1221 bis 1273, (* um 1215; † zw. 25. Juli 1273 und 17. Juli 1278); ⚭ (um 1250 vor 25. Juli 1273) Gräfin Gisela von Käfernburg-Rabenswalde, Erbin von Hardegg, († nach 17. Juli 1278), Tochter von Graf Albrecht I. von Käfernburg-Wiehe und Rabenswalde (–1255) und N.N.
B1. Burchard IX. (XII.) von Querfurt, Titular-Burggraf Burchard VIII. von Magdeburg (–1269), Burggraf von Maidburg (1269–), Hauptmann zu Weitra (1287), böhmischer Landrichter in Meißen und dem Pleißenland (1299), Kapitän zu Meißen (1300–1303), erbt die Grafschaft Hardegg und Retz von Bertold II. von Käfernburg, Graf von Rabenswalde, Hardegg, Plain und Retz, Burggraf von Znaim, urkundlich 1273 bis 1313 (evtl. noch bis 8. September 1314), (* um 1250; † zw. 1297 und 1314); ⚭ (vor 25. Juli 1273) (N. von Neuhaus)
C1. Burchard X. von Querfurt, Burggraf von Maidburg, urkundlich 1290, (* um 1265/1270)
C2. Berthold I. von Querfurt, Burggraf von Maidburg (Perchtold von Maidburch) (1312), Graf Berthold II. von Hardegg und Retz (1314–1328), Stifter der Linie Maidburg-Hardegg (erloschen 1483), urkundlich 1311 bis 1327, (* um 1275/1280; † 5. Juni 1328; ▭ in der Dominikanerkirche, Retz); ⚭ (vor 5. April 1322) Agnes (von Schaunberg?) (von Henneberg?) († 18. Juli 1333; ▭ in der Dominikanerkirche, Retz)
D1. Heinrich von Maidburg-Hardegg, Geistlicher, urkundlich 22. Januar 1327 und 5. März 1328, (* um 1310)
D2. Otto I., Burggraf von Maidburg, Graf Otto III. von Hardegg, urkundlich 13. August 1335 bis 1355, (* um 1305/1310; † 6. Dezember 1355)
D3. Berthold II., Burggraf von Maidburg, Graf Berthold III. von Hardegg, urkundlich 1332 bis 1340, (* um 1305/1310; † vor 18. März 1346); ⚭ () N.N.
E1. Berthold III., Burggraf von Maidburg, Graf Berthold IV. von Hardegg, urkundlich 1346 bis 1373, (* um 1330/1335; † 6. April 1374(5); ▭ im Kloster Retz); ⚭ (15. Mai 1357) Beatrix von Schlesien-Beuthen-Cosel, urkundlich 1356, (* um 1330/1335; † 20. Februar 1364), Tochter von Herzog Wladislaw II. von Beuthen und Cosel (1277/1283–1352) und Lukardis von Parchim-Richenberg (–1362/1369)
E2. Burchard XIII., Burggraf (Burglinus) von Magdeburg (1359), Graf Burchard III. von Hardegg und Retz, Herr zu Kaja (1376), Kanzler von Kaiser Karl IV., „der Jüngere“ (1359–1366), urkundlich 1359 bis 1387, (* um 1330/1335; † 5. März 1388 auf Burg Kaja); ⚭ (11. März 1358) Jutta von Anhalt-Zerbst († 23. Februar 1381; ▭ in Retz), Tochter von Fürst Albrecht II. von Anhalt-Zerbst, Pfalzgraf von Sachsen, Graf von Landsberg, (1306–1362) und Beatrix von Sachsen-Wittenberg (1310–1345)
F1. Johann III., Burggraf von Maidburg, Graf von Hardegg, „der Jüngere“ (1389), Hauptmann von Steyr (1396), Landmarschall von Niederösterreich (1406), Rat von König Sigismund (17. Mai 1419), urkundlich 1378 bis 1423, (* um 1360; † 8. Juni 1427, in Gefangenschaft der Taboriten auf Schloss Waldstein); ⚭ I: (zw. 20. September 1386 und 6. Januar 1387) Utelhild von Matsch, Erbin von Kirchberg, (* vor 1348; † 1414, vor 1. November), (⚭ I: (1379, vor 2. Februar) Graf Meinhard VI. von Görz († nach 6. Mai 1385), Sohn von Graf Albert II. von Görz-Lienz (–1327) und Offmei Utelhild (Euphemia) von Matsch (–1350)), Tochter von Vogt Ulrich IV. von Matsch, Graf von Kirchberg, (–1402) und Gräfin Agnes von Kirchberg (–1401/1407); ⚭ II: (vor 13. Juli 1417) Gräfin Margarethe von Hohenlohe-Brauneck, urkundlich 1390 bis 1429, († vor 9. August 1432), (⚭ I: (29. Oktober 1398) Graf Heinrich XVII. (XXI./XXIII.) von Schwarzburg-Wachsenburg (* zw. 1376 und 1380; † nach 10. April 1406), Sohn von Graf Günther XVII. (XXIX./XXX.) von Schwarzburg-Wachsenburg (–1395) und Gräfin Jutta von Schwarzburg-Blankenburg (–1372)), Tochter von Graf Konrad IV. von Hohenlohe-Brauneck in Creglingen (–1390) und Gräfin Anna von Hohenlohe-Weikersheim (1359–1434)
G1. [II] Michael, Burggraf von Maidburg, Graf von Hardegg, verkauft am 13. Oktober 1448 die mütterliche Erbschaft Brauneck mitsamt Amt Creglingen und den sechs Maindörfern Marktsteft, Obernbreit, Martinsheim, Gnodstadt, Oberickelsheim, Sickershausen und Enheim an den Markgrafen Albrecht Achilles von Brandenburg; Hofrichter von König Friedrich III. (1444–1451), Ritterschlag (1452), Forstmeister von Österreich, Landmarschall von Niederösterreich (1475–1483), oberster Hofrichter (1478), Kaiser Friedrich III. Geheimer Rat, minorenn (1427–1438), (* um 1420; †† 24. März 1483 in Wien; ▭ im Chor der Augustinerkirche, Wien); ⚭ I: (Ostern 1453 in der Wiener Neustadt) Anna Ungnad von Weissenwolf († 10. November 1460), Tochter von Johann Ungnad von Weissenwolf, Freiherr von Sonnegg (–) und Richarda von Pernegg (–); ⚭ II: Katharina von Rozmital (Rosenthal); ⚭ III: (1467) Anna von Lomnitz, Tochter von Marquard von Lomnitz (–)
→ Linie erloschen – Er überträgt am 22. Dezember 1481 seine österreichischen Besitzungen an Kaiser Friedrich III.
F2. Burchard XIV. von Maidburg-Hardegg, urkundlich 1384
F3. Maria von Maidburg-Hardegg, urkundlich 1389 bis 1394; ⚭ (vor 24. Mai 1389) Albrecht von Pottendorf, Herr zu 1/2 Ebenfurth, urkundlich 1360 bis 1394, († nach 1394), (⚭ I: Anna von Pettau, urkundlich 1378, († vor 1381), Tochter von Hartnid V. von Pettau (–1385) und Wilburg von Rauhenstein (–1387)), Sohn von Ritter Konrad von Pottendorf (–1350) und Katharina von Polheim (–)
F4. Ursula von Maidburg-Hardegg, († nach 1392); ⚭ (vor 24. August 1392) Landgraf N.N. von Leuchtenberg
F5. Willibirg (Wilburg) von Maidburg-Hardegg, urkundlich 1392, († nach 1399); ⚭ (nach 1399) Bernhard von Pettau, Herr zu Friedau und Wurmberg, Herr zu Enzesfeld, Weinburg, Gleichenberg und Maidenburg (1400), Marschall der Steiermark (1397/um 1410), urkundlich 1386, (* vor 1386; † 1420), Sohn von Hartnid V. von Pettau (–1385) und Wilburg von Rauhenstein (–1387)
D4. Gräfin Heilwig von Maidburg, Nonne im Stift Sankt Bernhard (1335), Äbtissin vom Stift Sankt Bernhard bei Horn (1373–1383), urkundlich 13. August 1335, 4. Oktober 1373 und 24. April 1383, (* um 1315/1320; † um 1383)
D5. Gräfin Agnes von Maidburg, Nonne im Stift Sankt Bernhard bei Horn (1335), (* um 1315/1320; † nach 1335)
D6. Graf Burchard von Maidburg-Hardegg, Geistlicher (1346)
D7. Konrad (I./III.), Burggraf von Maidburg, Graf Konrad III. von Hardegg, im Dienst von König Philipp VI. von Frankreich (1346–1347), urkundlich 29. Juni 1340, (* um 1310/1320; † 25. September 1349 an der Pest); ⚭ (vor Mai 1348) Katharina von Österreich (* 28. Februar 1320; † 28. September 1349 an der Pest), (⚭ I: (1338 in Paris) Enguerrand VI. de Coucy, Seigneur de Coucy, de Marle, de la Fère et d’Oisy (⚔ (26. August) 1346 in der Schlacht von Crécy; ▭ in der Abtei Ourscamp), Sohn von Guillaume de Guines, Seigneur de Coucy, (1286–1335) und Isabelle de Châtillon, de St. Pol (–1360)), Tochter von Herzog Leopold I. von Österreich und der Steiermark (1290–1326) und Elisabeth von Savoyen (1297/1305–1330)
D8. Wernhard (Bernhard) von Maidburg-Hardegg, Domherr zu Passau (1350), Domherr zu Magdeburg, († um 1350)
C3. Burchard XI. von Querfurt, Burggraf von Maidburg, Graf Burchard I. von Hardegg, Hauptmann zu Krems (1344), königlicher Hofmeister (1354–1358), Senior des Hauses (1357), urkundlich 1313 bis 1359, (* um 1285/1290; † 12. November 1360/1361); ⚭ I: Czudna (von Bechin) († vor 1335); ⚭ II: (vor 15. Februar 1346) Anna von Schlesien-Troppau (* (1325); † 17. März 1361; ▭ im Kloster Retz), Tochter von Herzog Nikolaus II. von Schlesien-Troppau (1288–1365) und Anna von Schlesien-Ratibor (–1340)
D1. [I] Burchard XII. (XIII.), Burggraf von Maidburg, Graf Burchard II. von Hardegg, Vogt der Benediktinerabtei unserer Lieben Frau zu den Schotten (1355), Landvogt im Unterelsass (1355–1357) und (1359–3. März 1363), Hofmeister von Karl IV. (1354–1368), kaiserlicher Hofrichter (1359–1367), Propst zu Wyschehrad und oberster Kanzler des Königreichs Böhmen (1363–1368), „der Jüngere“ (1357), urkundlich 1351 bis 1368, (* um 1315/1320; † 16. September 1368 in Italien); ⚭ (vor 22. Januar 1354) Gisela, urkundlich 1354 bis 1358, († nach 22. März 1358 und vor 1. Juli 1363)
E1. Johann II., Burggraf von Maidburg, genannt von „Mohull“ (1392) (evtl. Mohelno in Mähren?), Herr zu Jaromeritz, „der Jüngere“ (16. Oktober 1393), urkundlich 1364 bis 1393, (* um 1335/1340; † 21. Dezember 1393)
E2. Margareta von Maidburg-Hardegg, Nonne im Klarissenkloster St. Klara zu Krumau (1365), Franziskanerin zu Prag (1366), (* um 1335/1340; † 8. Juni 1369); ⚭ (um 1350/1355) Heinrich II. von Neuhaus (* um 1325; † 4. Juli 1362 oder 5. Juli 1363), (⚭ I: (1349) Margarete (Mecela) von Leuchtenberg (* 1328; † 25. Juli (um 1350/1355)), Tochter von Landgraf Ulrich I. von Leuchtenberg (1293–1334) und Anna von Zollern-Nürnberg (–nach 1340)), Sohn von Ulrich III. von Neuhaus (1299–1349) und Margarete von Kärnten (–)
E3. Susanna von Maidburg-Hardegg, urkundlich 1388
D2. [I] Agnes von Maidburg-Hardegg († 8. Juni 1377); ⚭ (vor 1347) Herzog Albrecht von Schlesien-Oppeln-Strehlitz (* nach 1300; † nach 22. Januar 1366 und vor 25. September 1375), Sohn von Herzog Bolko I. von Schlesien-Oppeln (1254/1258–1313) und Agnes N.N. (–1301)
D3. [I] Katharina von Maidburg-Hardegg, urkundlich 1357; ⚭ () N.N. († vor 1357)
D4. [II] Johann I., Burggraf von Maidburg, Graf von Hardegg (und Retz), Truchsess (1354), kaiserlicher Hofrichter (1360 und 1363), kaiserlicher Hofmeister (1364), Reichsvogt von Zürich (1365), nennt (1379) Markgraf Jost von Mähren seinen Oheim, „der Ältere“ (1380), urkundlich 1359 bis 1393, (* um 1335/1340; † 1. Januar 1394); ⚭ I: (um 1355) Helene von Sachsen-Wittenberg († 2. April 1367), Tochter von Herzog Rudolf I. von Sachsen-Wittenberg (1274–1356) und Gräfin Agnes von Lindow-Ruppin (1314–1343); ⚭ II: (1383) Gräfin Anna († vor 19. März 1399)
D5. [II] Elisabeth von Maidburg-Hardegg, urkundlich 1354, († 11. August 1375; ▭ im Kloster Retz)
D6. [II] Dorothea von Maidburg-Hardegg, Franziskanerin zu Prag (1354)
D7. [II] Gräfin Anna von Maidburg (* um 1340/1345; † nach 10. März 1396); ⚭ I: (vor 21. Oktober 1360) Graf Leopold von Hals (†† 12. März 1375 in Osterhofen), Sohn von Graf Johann von Hals (–1347) und Margareta von Leuchtenberg (–1380); ⚭ II: (vor 6. Dezember 1379) Graf Johann von Truhendingen (* vor 1360; † 12. November 1399 oder 22. Februar 1401), (⚭ I: () N.N.), Sohn von Graf Heinrich von Truhendingen (1320–1380) und Adelheid von Ziegenhain (1320–1388)
D8. [II] Otto II., Burggraf von Maidburg, Graf Otto IV. von Hardegg, urkundlich bis 1359, († vor 12. März 1365)
D9. [II] Katharina von Maidburg-Hardegg († nach 28. Januar 1400); ⚭ Wolfgang von Walsee († vor 12. März 1382), Sohn von Heinrich III. von Walsee (–1367) und N.N. von Klingenberg (–)
D10. [II] Klara von Maidburg-Hardegg, urkundlich 1357; ⚭ N.N von
C4. Gräfin Agnes von Maidburg, Klarissin im Znaimer Clarissinnenkloster (1330–1335), (* um 1270/1280; † 7. September 1335 in Znaim); ⚭ (um 1295) Heinrich von Leipa, königlicher Unterkämmerer (1307–1309), Marschall des Johann von Luxemburg in Prag (1310), Landeshauptmann in Mähren (1319), urkundlich 1296 bis 1329, (* um 1270; † 26. August 1329 in Brünn), Sohn von Chval (Hynek) von Leipa, urkundlich 1253 bis 1263
C5. Graf Otto von Maidburg, Domherr zu Magdeburg (1325), Domherr zu Passau (1336), Pfarrer zu Gera (1339), Pfarrer zu Eggenburg, († 5. November 1349; ▭ im Kloster Retz)
C6. Gräfin Sophie von Maidburg, Äbtissin vom Stift Sankt Bernhard (1341–1344), († 11. Juni 1344/1345)
C7. Willibirg oder Wilburg von Maidburg-Hardegg († 20. Oktober 1336; ▭ im Zisterzienserkloster Altzella); ⚭ (um 1330) Hermann III. (Meinheringer), Burggraf von Meißen, Graf von Hartenstein (1324), urkundlich 1308 bis 1341 (* vor 1308; † vor 9. März 1351; ▭ im Zisterzienserkloster Altzella)
C8. Gräfin Elisabeth von Maidburg, Priorin zu Impach (1358), († 17. Juni (1358))

## Burggrafen und Herren von Querfurt (1230–1496) (erloschen 1506), Grafen von Mansfeld und Herren von Schraplau in der Person ihres Stifters, Herren zu Mühlberg und zu Tannroda (erloschen 1418), Herren zu Beyernaumburg (erloschen 1384) und Herren zu Vitzenburg (1326–1464)
Gebhard IV. von Querfurt, fungiert als Burggraf von Magdeburg für seinen unmündigen Neffen bis zu dessen Volljährigkeit (1190–1209), Vogt vom Kloster Marienzell, urkundlich 1178 bis 1213, (* um 1150/1155; † nach 21. August 1213 vor 1216); ⚭ I: (um 1185/1190) Gräfin Luitgard von Käfernburg († 1195/1200), Tochter von Graf Günther II. von Käfernburg (1129/1135–1196) und (?) Agnes von Saarbrücken (Saargaugrafen) (–); ⚭ II: (zw. 1197 und 1202) Gräfin Luitgard oder Lukardis von Nassau, urkundlich 1204 bis 1220, (* um 1175/1180; † vor 1222), (⚭ II: (vor 1217) Graf Hermann V. (III.) von Virneburg, urkundlich 1204 bis 1254, (* vor 1209; † nach 1254), Sohn von Graf Gottfried von Virneburg (1187–1204/1212)), Tochter von Graf Ruprecht III. von Nassau (–1191) und Gräfin Elisabeth von Leiningen (–vor 1235). Sie hatten folgende Nachkommen:
A1. [II] Burchard IV. von Querfurt, Burggraf von Querfurt (1230), Graf von (1/2) Mansfeld (1230), minorenn (noch 1217), urkundlich bis 2. Dezember 1254, Stifter der Mansfelder Linie Querfurtischen Stammes (erloschen 1780), (* zw. 1197 und 1202; † zw. 1254 und 1256); ⚭ (1217) Gräfin Sophie von Mansfeld, urkundlich 1229 bis 1233, Tochter von Graf Burchard I. von Mansfeld (–1229) und Gräfin Elisabeth von Schwarzburg (–1260); Nachkommen siehe Stammliste von Mansfeld
A2. [II] Gebhard V. von Querfurt, Burggraf von Querfurt, urkundlich 1216 bis 1234, minorenn (noch 1222), (* zw. 1202 und 1205; † vor 1240); ⚭ () N.N. (von Wernigerode)
B1. Gebhard VI. von Querfurt, Graf zu Osterfeld (1269), urkundlich 1241 bis 1292, († 20. November 1297); ⚭ N zur Lippe, Tochter von (Bernhard III. zur Lippe)
C1. Gebhard VII. von Querfurt, Herr zu Querfurt (1297), „der Ältere“ (1314), urkundlich 1297, († nach 29. Juni 1322); ⚭ Hardewig von Lobdeburg-Arnshaugk, urkundlich 1318, († vor 29. Juni 1322), Tochter von Graf Otto IV. von Lobdeburg-Arnshaugk (–1289) und N von Schwarzburg (–)
D1. Gebhard X. von Querfurt, Herr zu Mühlberg (1332–1354), urkundlich 1310 bis 1354, († 20. September 1354 oder 28. September 1354, erschlagen durch einen Knecht des Johann I. von Isenburg, Bischof von Meißen); ⚭ () N.N.
E1. Siegfried I. von Querfurt, Herr zu Mühlberg (1354–1370), Herr zu Klitschen (1383), Herr zu Tannroda (1392), (* um 1340; † nach 23. Juni 1396); ⚭ Jutta von Blankenhain (* um 1350; † nach 1383), Tochter von Ludwig von Blankenhain (–nach 1370) und Katharina von Tannroda (–nach 1370)
F1. Gebhard XIII. von Querfurt, Herr zu Tannroda (1398–1403), urkundlich 1396 bis 1408, (* vor 1396; † vor 30. Januar 1418); ⚭ Elisabeth von Weida, urkundlich 1403 bis 1418, (* um 1400), Tochter von Heinrich XVI. (XV.), Vogt von Weida, (1366–1404) und N.N.
F2. Siegfried (II.) von Querfurt, urkundlich 1398
→ Linie erloschen
D2. Busso (Burchard) VI. von Querfurt, Herr zu Nebra (1325–1335), urkundlich 1310 bis 1337, (* vor 1310; † zw. 1337 und 1340); ⚭ (vor 20. Februar 1331) Gräfin Mechthild von Weimar-Orlamünde, urkundlich 1312 bis 1340, († nach 1340; ▭ im Dominikanerkloster Erfurt), (⚭ I: (vor 11. August 1312) Graf Dietrich IV. von Honstein, Graf von Sondershausen-Straußberg-Greußen (1312), urkundlich 1286, (* vor 1286; † 11. April 1317; ▭ in Walkenried), Sohn von Graf Heinrich III. von Honstein-Sondershausen (–1305) und Gräfin Jutta von Ravensberg (–1305), Tochter von Graf Hermann V. (IV.) von Weimar-Orlamünde (vor 1279–1319) und Gräfin Mechtild von Rabenswald (–nach 1338)
E1. Margareta von Querfurt, Pröpstin zu Quedlinburg (1355–1374)
E2. Gebhard XII. von Querfurt, Pfandherr zu Gräfenhainichen (1377), Herr zu Wahren (1378), Pfandherr zu Mühlberg (1378), Pfandherr zu Friedeburg (1388), Herr zu Düben (1394–1399), († zw. 25. September 1399 und 14. September 1402); ⚭ (vor 1393) Elisabeth (Sophie) von Leisnig-Penig, urkundlich 1384 bis 1406, († nach 1406), (⚭ I: (5. Februar 1375) Johann von Golßen (* vor 1348; † 1376), Sohn von Burggraf Otto (Hans) von Wettin und Golßen (–1355) und Agathe von Ileburg (–1355)), Tochter von Burggraf Albrecht VIII. (VI.) von Leisnig (–1408/1411) und Sophie von Waldenburg (–1394)
F1. Busso (Burchard) VIII. von Querfurt, Herr zu Sassenheim in Ostpreußen (1469), Deutschorden-Söldnerhauptmann (1454), Hauptmann zu Ortelsburg (1460–1465), urkundlich 1406 bis 1469
(?) G1. Burchard von Querfurt, Ritter des Deutschen Ordens (1472)
→ Linie erloschen
F2. Protze II. von Querfurt, Amtmann zu Zörbig (1425–1429), Amtmann zu Belzig–Rabenstein (1435), urkundlich 1406 bis 1435
F3. Heinrich von Querfurt, urkundlich 1406 bis 1426
E3. Elisabeth von Querfurt; ⚭ (vor 13. Dezember 1343) Rudolf Schenk von Dornburg, urkundlich 1343 bis 1349, († vor 1351), Sohn von Rudolf von Tautenburg-Dornburg (–1346) und N.N. von Herbsleben (–1306)
E4. Burchard von Querfurt, Domherr zu Magdeburg und Archidiakon zu Halberstadt (1370)
D3. Gebhard von Querfurt, Domherr (1322), Dompropst zu Halberstadt (1325), († vor 2. Oktober 1363)
D4. Siegfried von Querfurt, Domherr zu Halberstadt (1310–1322), († vor 2. Oktober 1363)
D5. Hermann von Querfurt, Deutscher Orden Hauskomtur in Christburg (1336)
C2. Gerhard von Querfurt, Domherr (1297), Dompropst zu Halberstadt (1304–1312), Domherr zu Hildesheim (1304–1310), Propst von St. Simon und Juda zu Goslar (1309–1312), († zw. 15. August 1312 und 28. Februar 1313)
B2. Gerhard II. von Querfurt, urkundlich 1242 bis 1300; ⚭ Gräfin Lukard von Regenstein, urkundlich 1273 bis 1274, Tochter von Graf Ulrich I. von Regenstein (vor 1219–vor 1270) und Lukard von Grieben (vor 1224–)
C1. Luitgard von Querfurt, urkundlich 1292, († vor 1294); ⚭ Graf Friedrich II. (VI.) von Beichlingen-Rothenburg, Burggraf zu Kyffhausen, urkundlich 1255, († nach 15. Juli 1314), Sohn von Graf Friedrich IV. (III.) von Beichlingen und Lohra (–1275) und Hedewigis von Hohnstein (–1294)
C2. Gebhard VIII. (IX.) von Querfurt, Herr zu Querfurt (1295), urkundlich 1295, († nach 1. Dezember 1320); ⚭ Sophie von Hackeborn (*; †), Tochter von Ludwig I. von Hackeborn (1253–1298) und Gräfin Sophie von Anhalt-Zerbst (–1290)
D1. Gebhard IX. (X.) von Querfurt „der Lange“, Graf zu Querfurt (1319), Herr zu Beyernaumburg (1321), urkundlich 1295 bis 1323; ⚭ () N.N., urkundlich 1323
D2. Bruno IV. von Querfurt, Herr zu Beyernaumburg (1325), urkundlich 1313 bis 1329, († vor 4. Januar 1343); ⚭ () N.N., urkundlich 1323
(?) E1. Johann I. von Querfurt, Herr zu Lützen (1336), († nach 1343)
(?) E2. Gerhard III. von Querfurt, urkundlich 1336 bis 1345
E3. Burchard von Querfurt, Domherr zu Naumburg und Merseburg (1357), Canonicus von St. Sixtus in Merseburg (vor 1374), Propst zu Jechaburg (1374–1381), Elekt von Merseburg (1382–1384), († 8. Juni 1384)
→ Linie erloschen
C3. Bruno III. von Querfurt, Herr zu Schmon (1315), Herr zu Nienburg (1325), Herr zu Vitzenburg (1326), urkundlich 1307 bis 1345, (* um 1280; † nach 1345); ⚭ (1306) Mechtild von Barby, urkundlich 1334, Tochter von Graf Albrecht IV. von Barby (1271–1312) und N.N.
D1. Gebhard XI. (XIV.) von Querfurt, Herr zu Vitzenburg (–1356), Graf zu Querfurt (1358), Herr zu Nebra (1364), Herr zu Allstedt (1369), urkundlich 1329, (* um 1320; † 25. November 1383; ▭ in der Stiftskirche, Burg Querfurt); ⚭ I: Gräfin Elisabeth von Mansfeld, urkundlich 1353, († vor 21. Dezember 1368; ▭ in Mansfeld), Tochter von Graf Burchard V. von Mansfeld-Querfurt (–1354/1358) und Gräfin Oda von Wernigerode (1290–1343); ⚭ II: (nach 23. August 1361) Gräfin Helene von Schwarzburg, urkundlich 1338 bis 1363, Witwe von Graf Albrecht I. von Mansfeld, (* um 1328; † zw. 23. August 1361 und 6. April 1362), Tochter von Graf Heinrich IX. (VIII.) von Schwarzburg (1300–1358/1361) und Helene von Holstein (–1341); ⚭ III: (vor 15. Januar 1369) Gräfin Mechtild von Schwarzburg-Blankenburg (* um 1350; † 26. Juni 1381), Tochter von Graf Heinrich IX. (XII.) von Schwarzburg-Blankenburg (1325–1372/1373) und Gräfin Agnes von Hohnstein-Sondershausen (–nach 1382)
E1. [I] Bruno V. von Querfurt, Herr zu Vitzenburg (1372–1402/03), Pfandherr zu Eckartsberga (1388), urkundlich 1353, (* um 1334; † zw. 25. November 1402 und 15. März 1403); ⚭ (vor 26. März 1393) Gräfin Elisabeth von Honstein-Heringen, urkundlich 1393, (* um 1334; † nach 1393), Tochter von Graf Dietrich V. von Honstein-Heringen (1306–1379) und Adelheid von Holstein (1299–1350)
F1. Bruno von Querfurt, Domherr zu Zeitz (1412–1423), Domscholasticus zu Zeitz, († vor 17. März 1437)
E2. [I] Mechthild von Querfurt, Priorin im Kloster Helfta (1369), Äbtissin im Kloster Helfta (1383–1409), urkundlich 1346, († 5. Juni 1411; ▭ im Kloster Helfta)
E3. [I] Burchard von Querfurt, Mönch im Kloster Reinsdorf, urkundlich 1353
E4. [I] Gebhard von Querfurt, immatrikuliert an der Universität Bologna (1369), Propst zu Bibra (1367–1369), Domscholasticus zu Magdeburg (1368–1372), Domherr zu Merseburg (1372), urkundlich 1353 bis 1372, († vor 2. Juli 1375)
E5. [I] Volrad von Querfurt, Domherr (1350), Domscholasticus zu Magdeburg (1354–1367), (⚔ 3. September 1367 in der Schlacht von Dinklar)
E6. [I] Albrecht (III./IV) von Querfurt, immatrikuliert an der Universität Bologna (1368–1372), immatrikuliert an der Karls-Universität Prag (1377), Domherr zu Halberstadt (1368), Domherr zu Merseburg (1369), Domherr zu Naumburg (1372), Archidiakon zu Halberstadt (1375), Archidiakon zu Magdeburg (1377), Propst von St. Gangolf, Elekt (1382), Erzbischof von Magdeburg (1383–1403), († 12. Juni 1403 auf Burg Giebichenstein)
E7. [II] Jutta von Querfurt (* 1362/1367; † nach 1411); ⚭ (1386) Fürst Siegmund I. von Anhalt, in Zerbst (–1396), in Dessau (1396–1405), (* um 1368; † zw. 19. Januar 1405 und 22. Oktober 1405 in Coswig), Sohn von Fürst Johann I. von Anhalt-Zerbst (1340–1380/1382) und Gräfin Elisabeth von Henneberg-Schleusingen (1351–1397)
E8. [II] Heinrich von Querfurt, Deutscher Ordens Vogt zu Dirschau (1412–1413), Ritter des Deutschen Ordens (1426), urkundlich 1387 bis 1426, (* 1362/1367; † nach 1426)
E9. [II] Johann II. von Querfurt, Herr zu Burgscheidungen (1401), urkundlich 1387 bis 1418, (* 1362/1367; † nach 1418)
E10. [II] Lutrudis von Querfurt (* 1362/1367; † nach 2. Juli 1426); ⚭ (vor 1392) Fürst Otto III. von Anhalt-Bernburg († zw. 27. Februar 1404 und 3. April 1406), Sohn von Fürst Bernhard III. von Anhalt-Bernburg (1300–1348) und Agnes von Sachsen-Wittenberg (–1338), Mathilde von Anhalt (–) oder Mathilde von Braunschweig (–1354)
E11. [III] Burchard (Busso) VII. von Querfurt, urkundlich 1395 bis 1404, (* 1365/1370; † 1406); ⚭ Gräfin Elisabeth von Honstein, in Heringen (1417–1439) (partim), urkundlich 1416 bis 1439, († zw. 16. April 1446 und 16. April 1447), (⚭ II: (vor 4. Januar 1418) Gottschalk von Plesse, urkundlich 1393 bis 1435, († 1435/1437), Sohn von Ritter Johann von Plesse (–1360/1390) und Adelheid von Everstein (–1397)), Tochter von Graf Dietrich VI. von Honstein zu Heringen (1327–1393) und Gräfin Lutrud von Mansfeld (–1394)
E12. [III] Protze I. (III.) (Broczo) von Querfurt, Herr zu Burgscheidungen (1401), Herr zu Vitzenburg (–1426), urkundlich 1396, (* um 1370; ⚔ 15. Juni 1426 in der Schlacht bei Aussig); ⚭ I: Gräfin Agnes von Gleichen, Tochter von Graf Ernst I. (VII.) von Gleichen (–1394/1395) und Agnes von Colditz (–1391); ⚭ II: Gräfin Agnes von Beichlingen (* nach 1393; † vor 30. Juni 1441), Tochter von Graf Friedrich XIV. von Beichlingen-Wiehe (–1426) und Gräfin Mechtild (Mathilde) von Mansfeld (1375–1447)
F1. [I] Gebhard XIV. von Querfurt, Herr zu Allstedt und 1/2 Vitzenburg (1426), Herr zu Burgscheidungen (1427), urkundlich 1417 bis 1438, († vor 12. Februar 1440); ⚭ (vor 10. April 1436) Gräfin Mechthild von Hohnstein, Tochter von Graf Ernst I. (II.) von Honstein zu Klettenberg, Lohra, Lauterberg und Scharzfeld (–1426) und Gräfin Anna (Sophie) zu Stolberg (–1436)
G1. Agnes von Querfurt († zw. 11. August 1475 und 9. November 1481); ⚭ Wenzel von Bieberstein, Herr zu Sorau, Beeskow und Storkow, (* vor 1414; † 1471/1472), Sohn von Johann von Bieberstein auf Beeskow und Storkow (–1442) und N.N. von Colditz (–)
F2. [I] Mechthild von Querfurt († 1432); ⚭ (vor 21. Oktober 1419) Fürst Bernhard VI. von Anhalt-Bernburg (†† 2. Februar 1468), (⚭ II: (11. März 1434) Hedwig von Schlesien-Sagan (* vor 1422; † 14. Mai 1497), Tochter von Herzog Johann I. von Schlesien-Glogau-Sagan ((1385)–1439) und Scholastika von Sachsen (1393/1394–1461/1463)), Sohn von Fürst Otto III. von Anhalt-Bernburg (–1404/1406) und Lutrudis von Querfurt (–1426)
F3. [II] Johann III. von Querfurt, urkundlich 1426
F4. [II] Bruno VI. (VIII./XI.) von Querfurt, Herr zu Querfurt (1439), Herr zu Burg Wippra (–1442), Herr zu Artern (–1448), Herr zu Vitzenburg (–1464), Herr zu Allstedt (–1471), minorenn (1426–1440), „der Ältere“ (1474), (* nach 1418; † 26. Februar 1496, an der Pest); ⚭ I: Gräfin Anna von Gleichen-Tonna († 22. März 1481), Tochter von Graf Adolf I. von Gleichen-Tonna (–1456) und Gräfin Agnes von Hohnstein zu Heldrungen (–); ⚭ II: (nach 22. März 1481) Gräfin Elisabeth von Mansfeld (* um 1444 in Schraplau; † 18. September 1482 in Querfurt; ▭ in der Schlosskirche Querfurt), (⚭ I: (Kontrakt 27. März 1454 in Alsleben; Dispens 6. September 1454) Fürst Albrecht V. von Anhalt-Köthen, (* um 1419; † 9. Januar 1475; ▭ im Kloster Coswig), Sohn von Fürst Albrecht IV. von Anhalt-Köthen (–1423) und Elisabeth von Querfurt (–1452)), Tochter von Graf Günther II. (III.) von Mansfeld (–1475) und Gräfin Anna von Honstein (1415–nach 1450)
G1. [I] Bruno VII. (IX.) von Querfurt († 3. September 1495); ⚭ (5. Januar 1472/vor 11. September 1483) Gräfin Brigitte zu Stolberg (* 24. Juni 1468; † (4./13.) Juli 1518), Tochter von Graf Heinrich XIX. (IX.) „der Ältere“ zu Stolberg (1436–1511) und Gräfin Mathilde von Mansfeld (1436–1469)
H1. Barbara von Querfurt (* um 1485; † 23. Januar 1511; ▭ in der St.-Andreas-Kirche, Eisleben); ⚭ (1500 in Stolberg) Graf Ernst II. von Mansfeld-Vorderort (* 6. Dezember 1479; † 9. Mai 1531 in Artern; ▭ in der St.-Andreas-Kirche, Eisleben), (⚭ II: (14. Juni 1512) Gräfin Dorothea zu Solms-Lich (* 25. Januar 1493; † 8. Juni 1578 in Mansfeld; ▭ in der St.-Andreas-Kirche, Eisleben), Tochter von Graf Philipp von Solms-Lich (1468–1544) und Gräfin Adriana von Hanau-Münzenberg (1470–1524)), Sohn von Graf Albrecht III. (V.) von Mansfeld, Herr zu Heldrungen, (1450–1484) und Susanna von Bickenbach (1469–1530)
H2. Brigitte von Querfurt, Domina (Vorsteherin) zu Kloster Kelbra
H3. Gebhard von Querfurt (* 10. Februar 1494; † 20. September 1495)
H4. Katharina von Querfurt, Nonne im Kloster Drübeck (1502–1514), Dechantin im Stift Gandersheim (1526), (* 1495, posthuma; † 1553 im Kloster Drübeck)
G2. [I] Katharina von Querfurt (* (um 1450); † 22. Februar 1521 in Kelbra; ▭ ebenda); ⚭ I: (1470) Graf Günther XXI. „der Mittlere“ von Schwarzburg-Blankenburg (* 1450 in Rudolstadt; ⚔ 19. November 1484 vor Delmenhorst; ▭ im Bremer Dom), Sohn von Graf Heinrich XXI. (XXVI.) von Schwarzburg-Blankenburg (1418–1488) und Elisabeth von Kleve (1420–1488); ⚭ II: (1497) Graf Philipp II. von Waldeck-Eisenberg (* (3. März 1453); † 26. Oktober 1524 auf der Sparrenburg; ▭ 1576 in der St.-Nikolaikirche in Korbach), (⚭ I: Gräfin Katharina zu Solms-Lich (* (1458); † 12. Dezember 1492; ▭ 1576 in der St.-Nikolaikirche in Korbach), Tochter von Graf Kuno zu Solms-Lich (–1477) und Wild- und Rheingräfin Walpurga zu Dhaun (–1493)), Sohn von Graf Volrad I. von Waldeck (1399–1475) und Gräfin Barbara von Wertheim (1420/1422–1443/1470)
G3. [I] Johann von Querfurt, Domdekan zu Halberstadt (1472–1506), († zw. 26. Mai 1506 und 4. Oktober 1506)
→ Geschlecht im Mannesstamm erloschen
F5. [II] Anna von Querfurt († vor 1480); ⚭ (nach 1450) Graf Johann (III.) von Honstein (* um 1445; † vor 14. Juni 1492), (⚭ II: (1480) Gräfin Margarethe von Gleichen-Tonna († 24. Oktober 1518 in Coppenbrügge, verunglückt), Tochter von Graf Siegmund I. von Gleichen-Tonna (1421–1494) und Agnes von Querfurt (–1461)), Sohn von Graf Ernst II. (III.) von Honstein zu Klettenberg (–1454) und Gräfin Adelheid von Oldenburg (Schwester des Königs von Dänemark) ((1425)–1492)
F6. [II] Agnes von Querfurt († 1461; ▭ in der Peterskirche, Erfurt); ⚭ (145(3)) Graf Siegmund I. von Gleichen-Tonna (* 1421; † 8. März 1494 in Tonna; ▭ in der Peterskirche, Erfurt), (⚭ II: (1462) Gräfin Katharina von Schwarzburg-Blankenburg (* 2. Februar 1442; † 9. November 1484; ▭ in der Peterskirche, Erfurt), (⚭ I: (5. November 1458 in Arnstadt) Graf Burchard VII. von Mansfeld (* um 1434; † 23. September 1460 in Arnstadt), Sohn von Graf Volrad I. (II.) von Mansfeld ((1380)–1450) und Gräfin Anna von Gleichen (–vor 1435) oder Margaretha von Schlesien-Glogau-Sagan ((1415/1425)–1491)), Tochter von Graf Heinrich XXVI. (XX.) von Schwarzburg-Blankenburg (1418–1488) und Elisabeth von Cleve (1420–1488), Sohn von Graf Ernst VIII. (II./IX.) von Gleichen (1390–1426) und Gräfin Margareta von Henneberg-Schleusingen (1386–1427)
F7. [II] Brigitte von Querfurt († vor 1441)
F8. [II] Tochter von Querfurt († vor 1450)
F9. [II] Tochter von Querfurt; ⚭ Hans Schenk von Tautenburg, urkundlich 1435 bis 1475
F10. [II] Heinrich von Querfurt, Ritter des Deutschen Ordens in Elbing, urkundlich 1451
F11. [II] Margareta von Querfurt, Priorin zu Kloster Heusdorf bei Apolda, urkundlich 1429
E13. [III] Elisabeth von Querfurt, urkundlich 1417 bis 1452, (* um 1370; † 1452; ▭ im Kloster Coswig); ⚭ I: Konrad (Kurt) von Hadmersleben, Herr zu Egeln (1393), urkundlich 1363, († 29. September 1416), Sohn von Otto von Hadmersleben (–1390/1398) und Sophie von Wernigerode (1354–1373); ⚭ II: (vor 4. Februar 1419) Fürst Albrecht IV. von Anhalt-Köthen († 24. November 1423 in Coswig), (⚭ I: (vor 1398) Gräfin Elisabeth von Mansfeld († nach 27. Dezember 1412), Tochter von Graf Günther I. (II.) von Mansfeld ((1360)–1412) und Gräfin Elisabeth von Honstein zu Klettenberg (–1412)), Sohn von Fürst Johann I. von Anhalt-Zerbst (1340–1382) und Gräfin Elisabeth von Henneberg-Schleusingen (1351–1397)
D2. Jutta von Querfurt, urkundlich 1367, († nach 31. Oktober 1370); ⚭ Graf Heinrich VI. von Gleichen-Tonna, urkundlich 1343, († nach 6. Februar 1379), Sohn von Graf Hermann III. (IV.) von Gleichen (1290–1345) und Sophie von Hohnstein (1301–1343)
D3. Bruno von Querfurt, Domherr zu Magdeburg (1325–1347), Propst zu Bibra (1343–1344)
D4. Volrad von Querfurt, urkundlich 1329 bis 1350
D5. Albrecht von Querfurt, Ritter des Deutschen Ordens, urkundlich 1343 bis 1359
(?) D6. Johann I. von Querfurt, urkundlich 1336 bis 1343
(?) D7. Gerhard III. von Querfurt, „der Ältere“, Herr von Querfurt (1364), urkundlich 1336, († nach 22. August 1364)
C4. Gebhard von Querfurt, Domherr von Magdeburg (1300–1328), Propst von St. Sebastian (20. Dezember 1307–1311), Dompropst zu Magdeburg (6. April 1312–4. März 1314, exkommuniziert) und (1321–8. Juni 1325), Domherr zu Merseburg (29. Januar 1332), Propst von St. Sixtus in Merseburg (24. Juni 1344–18. Oktober 1352), († 18. Oktober 1352 oder 23. November 1354)
C5. Burchard von Querfurt, urkundlich 1296 bis 1350, Domherr (1311–1334), Archidiakon von St. Andreas zu Hildesheim (1325), († vor 14. Dezember 1350)
C6. Busso (Burchard) V. von Querfurt, Herr von Querfurt, urkundlich 1329
B3. Burchard von Querfurt, Domherr (1255), Domkämmerer zu Magdeburg (1262–1278), Propst zu Bibra (1264–1287), Elekt (1277), Domdekan zu Magdeburg (1282–1290), urkundlich 1255 bis 1290
B4. Meinhard von Querfurt, Ritter des Deutschen Ordens (1274), Deutscher Orden Komtur in Christburg (1280), Komtur zu Königsberg (1281), Komtur zu Brandenburg (1284–1287), Landmeister von Preußen (1288–1298), verleiht 1297 Preußisch Holland das Stadtrecht, (* vor 1240; † zw. 21. Dezember 1298 und 11. Januar 1302)
B5. Berthold von Querfurt, Domherr zu Magdeburg, urkundlich 1271 bis 1272
A3. [II] Ruprecht (I.) von Querfurt, minorenn (noch 1222), Domherr zu Magdeburg (30. Juli 1231), Propst zu Hundisburg (1. Januar 1233–1238), Domscholasticus (12. März 1249), Domdekan (10. Mai 1254), Erzbischof von Magdeburg (März/April 1260–1266), (* zw. 1204 und 1210; † 19. Dezember 1266; ▭ im südlichen Querhaus des Magdeburger Doms)
A4. [II] Luckard von Querfurt (* um 1210; † 6. Mai 1263); ⚭ (um 1230/1235) Graf Walther IV. (III.) von Arnstein, Graf von Barby (1226), urkundlich 1223 bis 1259, (* vor 8. Juni 1223; † vor 26. Mai 1263), Sohn von Walther III. (II.) von Arnstein (1150–1196) und Gertrud von Ballenstedt (–)
A5. [II] Mechthild von Querfurt, urkundlich 10. Mai 1254, (* zw. 1205 und 1210; † nach 10. Mai 1254); ⚭ (um 1230) Hermann VI. von Lobdeburg, genannt von Leuchtenburg (1252), urkundlich 1223 bis 1256, († nach 1256), Sohn von Hermann IV. von Lobdeburg (–)